# Bill Belichick
William Stephen Belichick (Nashville, 16 de abril de 1952) é um treinador de futebol americano que atua como técnico do time da Universidade da Carolina do Norte em Chapel Hill. Belichick ficou conhecido pelo período que ficou a frente do New England Patriots (de 2000 a 2023), tendo ampla autoridade sobre as operações de futebol dos Patriots nesse período, efetivamente sendo gerente geral da equipe. Ele detém inúmeros recordes como treinador, incluindo um recorde de seis Super Bowls como treinador principal na chamada "Era Brady–Belichick".
Belichick começou sua carreira de treinador em 1975 e, em 1985, foi o coordenador defensivo de Bill Parcells no New York Giants. Parcells e Belichick ganharam dois Super Bowls juntos (XXI e XXV), antes de Belichick deixar o time para se tornar o treinador do Cleveland Browns em 1991. Ele permaneceu em Cleveland por cinco temporadas e foi demitido após a temporada de 1995 da equipe. Belichick então se juntou novamente a Parcells, primeiro em New England, onde o time perdeu o Super Bowl XXXI e depois com o New York Jets.
Depois de ser nomeado treinador dos Jets no início de 2000, Belichick renunciou depois de apenas um dia no cargo para aceitar o cargo de treinador principal do New England Patriots em 27 de janeiro de 2000. Desde então, Belichick levou os Patriots a 15 títulos da AFC East, 12 aparições no AFC Championship Game e oito aparições no Super Bowl. Ele foi nomeado o Treinador do Ano da NFL pela AP nas temporadas de 2003, 2007 e 2010. Suas equipes ganharam os Super Bowls XXXVI, XXXVIII, XXXIX, XLIX, LI e LIII e perderam os Super Bowls XLII, XLVI e LII. A aparição de Belichick no Super Bowl LIII estendeu seu recorde para nove Super Bowls como treinador principal, além de ser sua décima primeira primeira participação em um Super Bowl em qualquer cargo. Isso fez com que ultrapassasse Neal Dahlen com o maior número de vitórias do Super Bowl, com oito. Além disso, a sua aparição no Super Bowl LIII foi o décimo primeiro dos Patriots, o maior de todos os times.
Belichick é o treinador principal mais antigo da NFL e atualmente é o terceiro treinador com mais vitórias de todos os tempos na temporada regular com 302 e o primeiro nos playoffs com 31. Ele completou sua 40ª temporada como treinador da NFL em 2014 e venceu seu quinto Super Bowl como treinador após a temporada de 2016, superando Chuck Noll, ex-técnico do Pittsburgh Steelers, como o único técnico a vencer cinco Super Bowls. Ele é um dos apenas cinco treinadores principais com quatro ou mais títulos na história da NFL. Ele também é o único treinador da história da NFL a vencer três Super Bowls em um período de quatro anos.

## Primeiros anos
Belichick nasceu em Nashville, Tennessee, filho de Jeannette (Munn) e Steve Belichick. Ele foi criado em Annapolis, Maryland, onde seu pai era assistente de futebol na Academia Naval dos Estados Unidos. Belichick citou seu pai como um de seus mais importantes mentores e ele freqüentemente estudou com seu pai. Ele se formou na Annapolis High School em 1970 e enquanto esteve lá, ele jogou futebol americano e lacrosse, sendo este último seu esporte favorito. Ele se matriculou na Phillips Academy em Andover, Massachusetts, para um ano de pós-graduação, com a intenção de melhorar suas notas para ser admitido em uma faculdade de qualidade. A escola o homenageou 40 anos depois, introduzindo-o em seu Hall de Honra do Atletismo em 2011.
Belichick posteriormente frequentou a Wesleyan University em Middletown, Connecticut, onde jogou como center e tight end. Além de ser um membro do time de futebol americano, ele jogou lacrosse e squash, servindo como o capitão do time de lacrosse durante sua última temporada. Membro da fraternidade Chi Psi, ele se formou em economia em 1975. Ele faria parte da classe inaugural do Hall da Fama do atletismo da universidade na primavera de 2008.

## Carreira de treinador

### Posições iniciais
Depois de se formar, Belichick fez um trabalho de US $ 25 por semana como assistente do treinador do Baltimore Colts, Ted Marchibroda, em 1975. Em 1976, ele se juntou ao Detroit Lions como assistente de equipes especiais, ele se tornou o treinador de recebedores em 1977. Ele passou a temporada de 1978 como assistente de equipes especiais e assistente de defesa do Denver Broncos.

### New York Giants (1979-1990)
Em 1979, Belichick começou um período de 12 anos com o New York Giants ao lado do treinador Ray Perkins como assistente de defesa e treinador de equipes especiais. Ele adicionou os linebackers às suas funções em 1980 e foi nomeado coordenador defensivo em 1985 sob o comando do técnico Bill Parcells, que havia substituído Perkins em 1983.
Os Giants venceram Super Bowls após as temporadas de 1986 e 1990. Seu plano de jogo defensivo na virada de 20-19 do New York Giants sobre o Buffalo Bills no Super Bowl XXV está agora no Hall da Fama do Pro Football.

### Cleveland Browns (1991-1995)
De 1991 a 1995, Belichick foi o treinador principal do Cleveland Browns. Durante seu mandato em Cleveland, ele teve 36 vitórias e 44 derrotas, levando a equipe aos playoffs em 1994, seu único ano de vitórias com a equipe. Coincidentemente, sua vitória nos playoffs com os Browns foi alcançada contra os Patriots no Wild Card durante aquela pós-temporada.
Na última temporada de Belichick em Cleveland, os Browns terminaram com uma campanha de de 5 vitórias e 11 derrotas. Um de seus movimentos mais controversos foi o corte do quarterback Bernie Kosar no meio da temporada de 1993. Kosar assinou com o Dallas Cowboys dois dias depois e ganhou o Super Bowl XXVIII com eles.
Em novembro de 1995, no meio da temporada, o proprietário dos Browns, Art Modell, anunciou que mudaria sua franquia para Baltimore após a temporada. Depois de receber garantias de que iria treinar a nova equipe que mais tarde se tornaria o Baltimore Ravens, Belichick foi demitido em 14 de fevereiro de 1996, uma semana após o pronunciamente de Modell.

### New England Patriots (1996)
Após sua demissão pelo Cleveland Browns, Belichick atuou novamente com Bill Parcells sendo o assistente e treinador de defensive back dos Patriots na temporada de 1996. Os Patriots terminaram com uma campanha de 11 vitórias e 5 derrotas e venceram a AFC, mas perderam para o Green Bay Packers no Super Bowl XXXI, em meio a rumores de deserção iminente de Parcells.

### New York Jets (1997-1999)
Belichick teve duas passagens diferentes como treinador principal do New York Jets sem nunca treinar um jogo.
Em fevereiro de 1997, Belichick, que havia sido assistente técnico de Bill Parcells no New York Giants e New England Patriots, foi nomeado treinador interino dos Jets, enquanto os Jets e Patriots negociavam uma compensação para liberar Parcells de seu contrato com os Patriots. Seis dias depois, os Patriots e os Jets chegaram a um acordo que permitia a Parcells treinar os Jets, e Belichick tornou-se o assistente do treinador e coordenador defensivo.
Quando Parcells deixou o cargo de treinador em 1999, ele já havia combinado com a equipe de gestão para Belichick sucedê-lo. No entanto, Belichick seria o técnico principal do New York Jets por apenas um dia. Quando Belichick foi apresentado como treinador - no dia seguinte à divulgação de sua contratação - ele se transformou em um anúncio surpresa de demissão. Antes de subir ao palanque, ele rabiscou uma nota de demissão em um guardanapo que dizia, na íntegra: "Eu renunciarei como HC do NYJ". Ele então fez um discurso de meia hora explicando sua renúncia ao corpo de imprensa reunido.
Logo após essa reviravolta bizarra, ele foi apresentado como o 12º treinador em tempo integral do New England Patriots, sucedendo o recém-demitido Pete Carroll. Parcells e os Jets alegaram que Belichick ainda estava sob contrato com os Jets e exigiram compensação dos Patriots. O comissário da NFL, Paul Tagliabue, concordou, e os Patriots deram aos Jets uma escolha de primeira rodada em 2000 em troca do direito de contratar Belichick.

### New England Patriots (2000-2023): A dinastia
Logo depois de contratar Belichick, o proprietário Robert Kraft deu a ele controle quase total sobre as operações de futebol da equipe, efetivamente tornando-o o gerente geral da equipe. Até 2009, Belichick dividiu muitas das funções normalmente exercidas por um gerente geral em outras franquias com o diretor Scott Pioli, apesar de Belichick ter a palavra final. Pioli foi para o Kansas City Chiefs depois da temporada de 2009.

#### 2001–2004: Brady e a primeira dinastia
Na temporada de 2001, nasceu a parceria entre Bill Belichick e Tom Brady, que dominaria a NFL pelos próximos vinte anos. Em 2001, os Patriots tiveram uma campanha de 11 vitórias e 5 derrotas na temporada regular e derrotaram o Oakland Raiders (no "Tuck Rule Game") e Pittsburgh Steelers no caminho para o Super Bowl. No Super Bowl XXXVI, a defesa de Belichick deteve o ataque de St. Louis Rams, que tinha uma média de 31 pontos durante a temporada, para 17 pontos, e os Patriots venceram com um field goal de Adam Vinatieri. A vitória foi o primeiro título de Super Bowl na história dos Patriots.
Na temporada seguinte (2002) - a primeira no Gillette Stadium - os Patriots tiveram uma campanha de 9 vitórias e 7 derrotas e não foram aos playoffs. New England terminou com o mesmo recorde do New York Jets e do Miami Dolphins, mas o Jets venceu o título da AFC East como resultado do terceiro tiebreaker (recorde entre oponentes comuns).

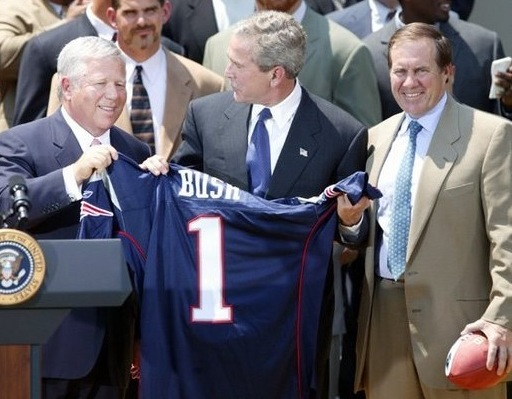
Belichick (à direita) na visita dos Patriots à Casa Branca em 2004

A temporada de 2003 dos Patriots começou com uma derrota de 31-0 para o Buffalo Bills na semana 1, poucos dias depois de terem dispensado o capitão defensivo da equipe, Lawyer Milloy. No entanto, eles reagiram durante o restante da temporada para terminar com uma campanha de 14 vitórias e 2 derrotas, estabelecendo um novo recorde de franquia para mais vitórias em uma temporada. Na última semana da temporada regular, os Patriotas vingaram sua derrota para os Bills pelo mesmo placar de 31-0. Eles derrotaram o Tennessee Titans no Divisional Round da AFC. Jogando contra o Indianapolis Colts e o Co-MVP Peyton Manning (Steve McNair dos Titans também foi Co-MVP), os Patriots tiveram quatro interceptações e avançaram para o Super Bowl XXXVIII, onde derrotaram o Carolina Panthers por 32-29 em um field goal de Adam Vinatieri. Belichick também foi premiado com o Prêmio Treinador do Ano da NFL.
Em 2004, os Patriots mais uma vez terminaram com uma campanha de 14 vitórias e 2 derrotas e derrotaram o Indianapolis Colts no Divisional Round da AFC. Eles abriram a temporada em 6-0, o que combinado com as 15 vitórias seguidas para terminar a temporada regular anterior, as 21 vitórias consecutivas quebraram o recorde de mais vitórias consecutivas (18 vitórias consecutivas na temporada), anteriormente detidas pelo Miami Dolphins durante e logo após a temporada perfeita de 1972 com 18 vitórias consecutivas (16 temporada regular, 1971-1973). Eles derrotaram o Pittsburgh Steelers na Final da AFC. No Super Bowl XXXIX, os Patriots venceram o Philadelphia Eagles e se tornaram apenas o segundo time a ganhar três Super Bowls em quatro anos. Belichick é o único treinador a conseguir esse feito.

#### 2005–2009: A temporada perfeita, Randy Moss e seca
Com Eric Mangini como novo coordenador defensivo e nenhum coordenador ofensivo nomeado, os Patriots tiveram uma campanha de 10 vitórias e 6 derrotas em 2005 e derrotaram o Jacksonville Jaguars na rodada de Wild Card antes de perder para o Denver Broncos no Divisional Round. Com a vitória na abertura de temporada de 2005 sobre os Raiders, Belichick conseguiu sua 54ª vitória com os Patriots, passando Mike Holovak como o treinador com mais vitórias na história dos Patriots.
Os Patriots tiveram uma campanha de 12 vitórias e 4 derrotas em 2006 e derrotou o New York Jets no Wild Card. Eles então venceram o San Diego Chargers na semana seguinte, antes de perder para o eventual vencedor do Super Bowl XLI, Indianapolis Colts, na Final da AFC por 38-34. Os Patriots lideraram por 21-3 no segundo tempo, mas os Colts montaram uma das grandes viradas da história dos playoffs.

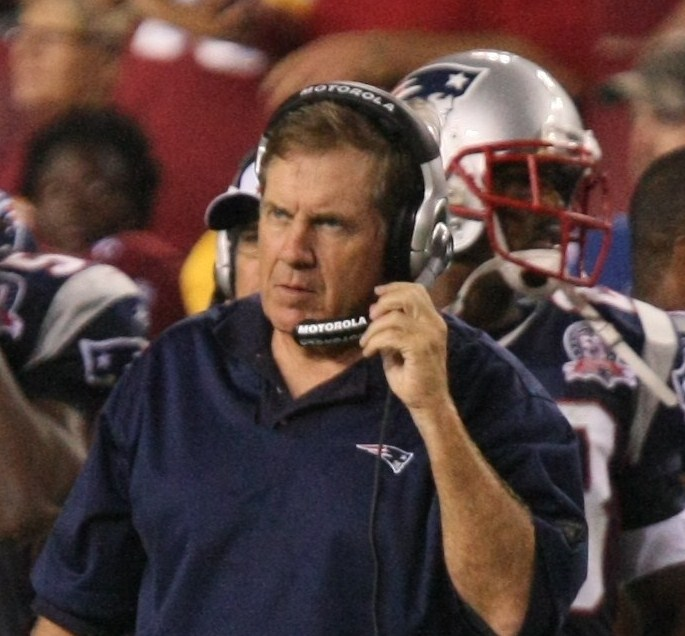
Belichick durante um jogo de pré-temporada em 28 de agosto de 2009 contra o Washington Redskins

Em 2007, Belichick levou os Patriots à primeira temporada regular perfeita desde a introdução da programação regular de 16 jogos em 1978, apenas a quarta equipe a fazê-lo na história da NFL após o Chicago Bears de 1934 e 1942 e o Miami Dolphins de 1972. No entanto, os Patriots perderam o Super Bowl XLII pelo New York Giants.
Na abertura da temporada de 2008 dos Patriots contra o Kansas City Chiefs, o quarterback Tom Brady sofreu uma lesão e o quarterback reserva Matt Cassel foi escolhido como o titular para o restante da temporada. No entanto, com uma vitória na semana 2, os Patriots quebrou seu próprio recorde de vitórias consecutivas na temporada com 21 (2006-2008). Depois de perder mais de uma dúzia de jogadores lesionados, incluindo Rodney Harrison, Adalius Thomas e Laurence Maroney, os Patriots ainda conseguiram a oitava temporada consecutiva como líder da liga com um recorde de vitórias, com 11 vitórias e 5 derrotas. No entanto, os Patriots, que terminaram em segundo lugar na AFC East, perderam os playoffs pela primeira vez desde 2002, perdendo os tie-breaks para os Dolphins (que venceram a divisão no quarto desempate, melhor registro na conferência) e os Ravens (melhor recorde da conferência). O Denver Broncos de 1985 é a única outra equipe com 11 vitórias a perder os playoffs em uma temporada de 16 jogos.
Em 2009, com um Tom Brady totalmente saudável de volta como o quarterback titular, Belichick foi capaz de guiar os Patriots para outro título da AFC East com uma campanha de 10 vitórias e 6 derrotas. No entanto, os Patriots perderam para o Baltimore Ravens no Wild Card.

#### 2010–2019: a segunda dinastia
Na temporada de 2010, Belichick e os Patriots terminaram com uma campanha de 14 vitórias e 2 derrotas na primeira colocação no AFC. No entanto, sua pós-temporada terminou rapidamente com uma derrota de 28-21 para o New York Jets na Rodada Divisional.
Na temporada de 2011, os Patriots lideraram a AFC com uma campanha de 13 vitórias e 3 derrotas. Após uma vitória sobre o Denver Broncos, em 22 de janeiro de 2012, os Patriots venceram o AFC Championship batendo o Baltimore Ravens por 23-20. Isso mandou New England para seu quinto Super Bowl sob o comando de Belichick. No Super Bowl XLVI, os Patriots perderam na revanche do Super Bowl XLII para os Giants por 21-17.
Em 26 de setembro de 2012, após uma derrota por 31-30 contra o Baltimore Ravens, Belichick foi multado em US $ 50.000 por pegar o braço de um juiz reserva ao pedir esclarecimentos mais específicos sobre uma decisão depois que Baltimore havia convertido uma tentativa de field goal. Os Patriots terminou a temporada regular de 2012 com uma campanha de 12 vitórias e 4 derrotas e chegou ao AFC Championship antes de perder para o Baltimore Ravens, terminando a temporada.
Os Patriots começou a temporada de 2013 com muita agitação no lado ofensivo da bola com a lesão de Rob Gronkowski, a prisão e posterior dispensa de Aaron Hernandez, as saídas de Wes Welker para o Denver Broncos e Danny Woodhead para o San Diego Chargers. Para substituí-los, os Patriots assinaram contrato com Danny Amendola, selecionaram os novatos Aaron Dobson e Josh Boyce e assinaram com o novato sem contrato, Kenbrell Thompkins. A equipe terminou a temporada com uma campanha de 12 vitórias e 4 derrotas, vencendo a AFC East e garantindo um vaga nos playoffs, ocupando o segundo lugar no ranking da AFC. Eles perderam para o Denver Broncos na Final AFC por 26-16.
Na temporada de 2014, os Patriots de Belichick registraram uma campanha de 12 vitórias e 4 derrotas pela terceira temporada consecutiva. Eles alcançaram o Super Bowl XLIX, onde derrotaram o Seattle Seahawks por 28-24. Com seu quarto título como treinador principal, Belichick empatou com Chuck Noll no ranking de treinadores com mais títulos de Super Bowl.
Na temporada de 2015, os Patriots registraram uma campanha de 12 vitórias e 4 derrotas pela quarta temporada consecutiva. Eles alcançaram a Final da AFC, onde perderam para o eventual campeão do Super Bowl 50, Denver Broncos, por 20-18.
Na temporada de 2016, os Patriots do Belichick registraram uma campanha de 14 vitórias e 2 derrotas. Eles chegaram ao Super Bowl LI, onde derrotaram o Atlanta Falcons em uma vitória por 34-28 na prorrogação. Os Patriots perdiam por 28-3 no terceiro quarto. Com a vitória, Belichick ganhou seu recorde de quinto título do Super Bowl como treinador principal.

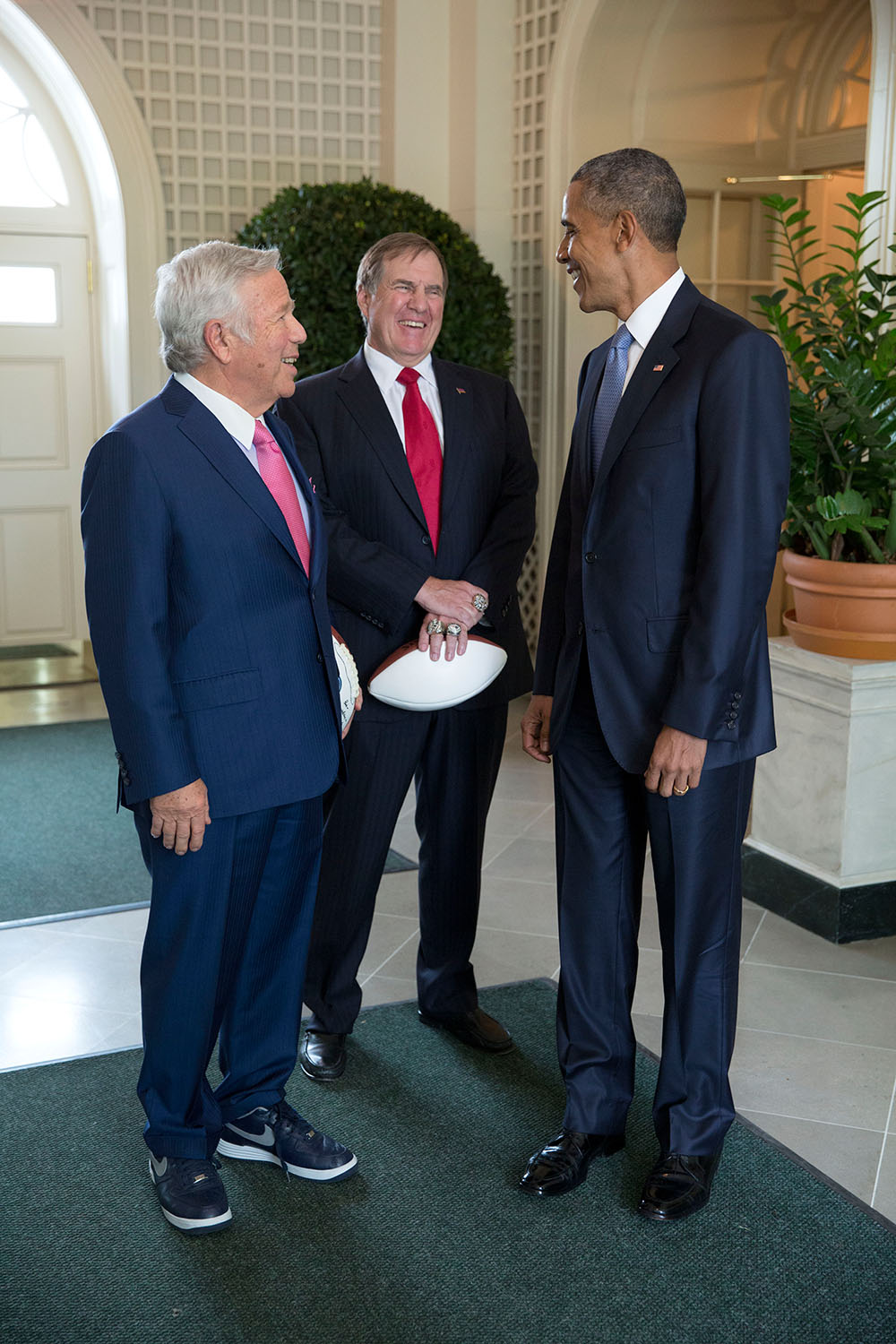
Belichick na Casa Branca com o presidente Barack Obama e o proprietário do Patriots, Robert Kraft, em abril de 2015.

Na temporada de 2017, os Patriots ficaram com uma campanha de 13 vitórias e 3 derrotas, estabelecendo o recorde da NFL com a 8ª temporada consecutiva de 12 ou mais vitórias, conquistando seu 9º título consecutivo de AFC East. Eles derrotaram o Tennessee Titans na Divisional Round por 35-14 e o Jacksonville Jaguars no AFC Championship Game por 24-20, conquistando seu segundo título da AFC em dois anos, ao mesmo tempo em que estenderam seu recorde de consecutivas participações na Final da AFC com sete. O Super Bowl LII foi o oitavo de Belichick como técnico principal e seu décimo primeiro lugar na classificação geral, que também foi a décima aparição dos Patriots, todos garantindo recordes da NFL. No entanto, os Patriots perderam para o Philadelphia Eagles no Super Bowl LII por 41 a 33, quando Nick Foles repetiu sua performance dominante no NFC Championship e levou a Philadelphia à vitória.
Na temporada de 2018, Belichick e os Patriots terminaram o ano com 11 vitórias e 5 derrotas, não conseguindo uma temporada com doze ou mais vitórias pela primeira vez desde 2009. Apesar disso, os Patriots ainda conseguiram seu décimo título seguido de divisão, sendo a décima sexta vez que levavam a divisão nos últimos dezoito anos. Eles derrotaram o Los Angeles Chargers na rodada divisional dos playoffs por um placar de 41 a 28 e depois bateram o Kansas City Chiefs na final de conferência, o AFC Championship Game, por 37 a 31, na prorrogação, para classificar o time para seu terceiro Super Bowl seguido. No Super Bowl LIII, os Patriots derrotaram o Los Angeles Rams por 13 a 3 para dar a Belichick o seu sexto anel de campeão do Super Bowl como treinador, além dos dois que conseguiu como como coordenador de defesa dos Giants, dando a ele seis anéis de campeão, mais do que qualquer outro na história da NFL. Seus seis títulos da liga como treinador igualaram George Halas e Curly Lambeau como os técnicos mais vitoriosos de todos os tempos na era Super Bowl. A defesa dos Patriots conseguiu segurar o poderoso ataque dos Rams a apenas 260 jardas totais.
Em 13 de maio de 2019, Belichick anunciou que assumiria outra função como coordenador defensivo dos Patriots a partir da temporada 2019. Em 27 de outubro de 2019, com a vitória dos Patriots sobre o Cleveland Browns, Belichick chegou a 300 vitórias na carreira, combinando temporada regular e playoffs, como treinador. Os Patriots terminaram a temporada regular de 2019 com 12 vitórias e 4 derrotas, ganhando a divisão AFC East pelo décimo-primeiro ano consecutivo. O time acabou sendo derrotado na rodada de wild-card dos playoffs pelo Tennessee Titans, do treinador Mike Vrabel (que havia sido jogador sob Belichick nos Patriots), por um placar de 20 a 13.

##### Controvérsia de filmagem
Em um incidente apelidado de "Spygate", em 9 de setembro de 2007, a segurança da NFL capturou um assistente de vídeo dos Patriots, gravando os sinais defensivos do New York Jets do lado de fora, que não é um local aprovado. As regras da NFL estabelecem "Nenhum dispositivo de gravação de vídeo de qualquer tipo pode ser usado no estande dos técnicos, no campo ou no vestiário durante o jogo". O técnico do Jets, Eric Mangini, um ex-assistente dos Patriots, avisou os oficiais da liga que os Patriots poderiam estar filmando seus sinais. Depois do jogo, os Jets se queixaram formalmente a liga.
Em 13 de setembro, a NFL multou Belichick em US $ 500.000 - a maior multa imposta a um técnico nos 87 anos da liga - e multou os Patriots em US $ 250 mil. Além disso, os Patriots perderam sua escolha de primeira rodada do draft no Draft de 2008. Roger Goodell, um ex-funcionário dos Jets, disse que multou os Patriots porque Belichick exerce tanto controle sobre as operações em campo dos Patriots que "suas ações e decisões são devidamente atribuídas a franquia". Goodell considerou suspender Belichick, mas decidiu que tirar as escolhas de draft seria mais grave a longo prazo. Gary Myers, colunista do New York Daily News, afirmou que Belichick deveria ter sido suspenso por Goodell para o próximo jogo dos Patriots contra o Jets.
Mais tarde, Belichick divulgou a seguinte declaração:
Aceito a total responsabilidade pelas ações que levaram à decisão desta noite. Mais uma vez, peço desculpas à família Kraft e a todas as pessoas direta ou indiretamente associadas ao New England Patriots pelo embaraço, distração e penalidade que meu erro causou. Também peço desculpas aos fãs dos Patriots e gostaria de agradecer-lhes pelo apoio durante os últimos dias e ao longo da minha carreira. [...] Como o Senhor Comissário reconheceu, a nossa utilização do vídeo secundário não teve qualquer impacto no resultado do jogo da semana passada. Nós nunca usamos vídeo secundário para obter uma vantagem competitiva enquanto o jogo estava em andamento. [...] Parte do meu trabalho como treinador principal é garantir que as nossas operações no futebol sejam realizadas em conformidade com as regras da liga e com todas as interpretações aceitas dos mesmos. Minha interpretação de uma regra na Constituição e no Estatuto estava incorreta. [...] Com a resolução desta noite, não vou oferecer mais comentários sobre este assunto. Estamos seguindo em frente com nossos preparativos para o jogo de domingo.
As sanções contra Belichick foram as mais severas impostas a um técnico na história da liga até que Sean Payton, do New Orleans Saints, foi suspenso por toda a temporada de 2012 por encobrir um esquema em que recompensas foram pagas deliberadamente para tirar os adversários dos jogos.
Após o incidente e suas consequências, Belichick levou os Patriots a uma campanha perfeita de 16 vitórias e zero derrotas na temporada regular e foi premiado com o Prêmio Treinador do Ano da NFL de 2007, conforme votado pela Associated Press.

#### 2020–2023: Brady deixa o time, Mac Jones e anos finais com o New England
Após Tom Brady anunciar que ele estava deixando os Patriots e assinando com o Tampa Bay Buccaneers, Belichick e sua equipe enfrentaram uma situação incerta de quarterback pela primeira vez em quase duas décadas. Durante a intertemporada, os Patriots assinou com o ex-QB do Carolina Panthers, Cam Newton, para a temporada da NFL de 2021. As rotinas e horários fora de temporada, bem como os processos normais da temporada regular foram severamente perturbados pela pandemia mundial de COVID-19. Apesar das dificuldades e desafios imprevistos da pandemia, os Patriots estavam disputando uma vaga nos playoffs nessa temporada, terminando o ano com 7 vitórias e 9 derrotas. Em 2020, foi a primeira temporada de derrotas de Belichick desde seu primeiro ano em New England.
Na draft da NFL de 2021, os Patriots selecionaram o quarterback Mac Jones na décima-quinta escolha da primeira rodada. Após Jones e Cam Newton competiram pela posição de titular, Belichick decidiu dispensar Newton e nomear Jones como o quarterback titular na temporada seguinte. Na semana 4 da temporada, os Buccaneers de Brady visitaram os Patriots em seu primeiro jogo no Gillette Stadium desde ter saído dos Patriots. Um field goal de 56 jardas erradas pelo kicker Nick Folk dos Patriots permitiu que Tampa Bay vencesse a partida por 19 a 17. Imediatamente após o jogo, Brady e Belichick se abraçaram rapidamente em campo antes de Brady cumprimentar seus ex-companheiros de equipe e outros membros da organização Patriots. Embora os fãs tenham criticado Belichick por sua falta de cordialidade com seu ex-quarterback, os dois conversaram longamente em particular no vestiário dos Buccaneers após a partida. Belichick esperava comandar seu time adiante nos playoffs após uma campanha vitoriosa de 10 vitórias e 7 derrotas em 2021. O time acabou caindo para os Bills na rodada de Wild Card.
Na temporada de 2022, apesar do quarterback titular Mac Jones ter se machucado na semana 3 e posteriormente ter perdido mais três semanas, os Patriots permaneceram na busca por uma vaga nos playoffs até a última semana, terminando com uma campanha de 8 vitórias em dezessete jogos.
Na semana 4 na temporada de 2023, os Patriots perderam para o Dallas Cowboys por 38 a 3, no que acabou sendo a pior derrota na carreira de Belichick até aquele momento. Na semana seguinte, os Patriots perderam para os Saints por 34 a 0, dando a Belichick sua pior derrota em casa de sua carreira. Na semana 7, New England conseguiu derrotar o Buffalo Bills por 29 a 25, marcando a 300ª vitória da carreira de Bill em temporada regular como treinador da NFL. Após uma nova derrota na semana 10 para o Indianapolis Colts, Belichick decidiu nomear Bailey Zappe como o novo quarterback da equipe. No jogo final de Belichick com New England, os Patriots perderam para os Jets por 17 a 3, quebrando a sequência de quinze vitórias consecutivas do time sobre os Jets. Os Patriots terminaram a temporada com uma campanha de 4 vitórias e 13 derrotas, a pior performance do time nas 24 temporadas de Belichick como técnico principal.
Em 11 de janeiro de 2024, Belichick anunciou sua saída dos Patriots.

#### Recorde geral no New England
Sob o comando de Belichick, a performance dos Patriots em temporada regular foi de 266 vitórias, 121 derrotas e zero empates em vinte e quatro temporadas. Belichick é de longe o treinador mais vencedor da história dos Patriots; suas 266 vitórias com a franquia é mais que o quádruplo do vice-campeão Mike Holovak. Belichick também teve 30 vitórias e 12 derrotas nos playoffs e vitórias e três derrotas em Super Bowls com os Patriots. Ele levou os Patriots a dezessete títulos de divisão, incluindo cinco títulos consecutivos de 2003 a 2007 e onze títulos consecutivos de 2009 a 2017. Sob o comando de Belichick, a equipe só não foi para os playoffs em 2000 e em desempate em 2002 e 2008.

## Carreira como treinador principal
| Time      | Ano       | Temporada regular | Temporada regular | Temporada regular | Temporada regular | Pós-Temporada | Pós-Temporada | Pós-Temporada                                           |
| Time      | Ano       | Vitória           | Derrota           | Empate            | Classificação     | Vitória       | Derrota       | Resultado                                               |
| --------- | --------- | ----------------- | ----------------- | ----------------- | ----------------- | ------------- | ------------- | ------------------------------------------------------- |
| CLE       | 1991      | 6                 | 10                | 0                 | 3º na AFC Central | —             | —             | —                                                       |
| CLE       | 1992      | 7                 | 9                 | 0                 | 3º na AFC Central | —             | —             | —                                                       |
| CLE       | 1993      | 7                 | 9                 | 0                 | 3º na AFC Central | —             | —             | —                                                       |
| CLE       | 1994      | 11                | 5                 | 0                 | 2º na AFC Central | 1             | 1             | Perdeu para Pittsburgh Steelers no Divisional Round     |
| CLE       | 1995      | 5                 | 11                | 0                 | 4º na AFC Central | —             | —             | —                                                       |
| CLE total | CLE total | 36                | 44                | 0                 |                   | 1             | 1             |                                                         |
| NE        | 2000      | 5                 | 11                | 0                 | 5º na AFC East    | —             | —             | —                                                       |
| NE        | 2001      | 11                | 5                 | 0                 | 1º na AFC East    | 3             | 0             | Campeão do Super Bowl XXXVI                             |
| NE        | 2002      | 9                 | 7                 | 0                 | 2º na AFC East    | —             | —             | —                                                       |
| NE        | 2003      | 14                | 2                 | 0                 | 1º na AFC East    | 3             | 0             | Campeão do Super Bowl XXXVIII                           |
| NE        | 2004      | 14                | 2                 | 0                 | 1º na AFC East    | 3             | 0             | Campeão do Super Bowl XXXIX                             |
| NE        | 2005      | 10                | 6                 | 0                 | 1º na AFC East    | 1             | 1             | Perdeu para Denver Broncos no Divisional Round          |
| NE        | 2006      | 12                | 4                 | 0                 | 1º na AFC East    | 2             | 1             | Perdeu para Indianapolis Colts no AFC Championship Game |
| NE        | 2007      | 16                | 0                 | 0                 | 1º na AFC East    | 2             | 1             | Perdeu para New York Giants no Super Bowl XLII          |
| NE        | 2008      | 11                | 5                 | 0                 | 2º na AFC East    | —             | —             | —                                                       |
| NE        | 2009      | 10                | 6                 | 0                 | 1º na AFC East    | 0             | 1             | Perdeu para Baltimore Ravens no Wild Card               |
| NE        | 2010      | 14                | 2                 | 0                 | 1º na AFC East    | 0             | 1             | Perdeu para New York Jets no Divisional Round           |
| NE        | 2011      | 13                | 3                 | 0                 | 1º na AFC East    | 2             | 1             | Perdeu para New York Giants no Super Bowl XLVI          |
| NE        | 2012      | 12                | 4                 | 0                 | 1º na AFC East    | 1             | 1             | Perdeu para Baltimore Ravens no AFC Championship Game   |
| NE        | 2013      | 12                | 4                 | 0                 | 1º na AFC East    | 1             | 1             | Perdeu para Denver Broncos no AFC Championship Game     |
| NE        | 2014      | 12                | 4                 | 0                 | 1º na AFC East    | 3             | 0             | Campeão do Super Bowl XLIX                              |
| NE        | 2015      | 12                | 4                 | 0                 | 1º na AFC East    | 1             | 1             | Perdeu para Denver Broncos no AFC Championship Game     |
| NE        | 2016      | 14                | 2                 | 0                 | 1º na AFC East    | 3             | 0             | Campeão do Super Bowl LI                                |
| NE        | 2017      | 13                | 3                 | 0                 | 1º na AFC East    | 2             | 1             | Perdeu para Philadelphia Eagles no Super Bowl LII       |
| NE        | 2018      | 11                | 5                 | 0                 | 1º na AFC East    | 3             | 0             | Campeão do Super Bowl LIII                              |
| NE        | 2019      | 12                | 4                 | 0                 | 1º na AFC East    | 0             | 1             | Perdeu para Tennessee Titans no Wild Card               |
| NE        | 2020      | 7                 | 9                 | 0                 | 3º na AFC East    | —             | —             | —                                                       |
| NE        | 2021      | 10                | 7                 | 0                 | 2º na AFC East    | 0             | 1             | Perdeu para Buffalo Bills no Wild Card                  |
| NE        | 2022      | 8                 | 9                 | 0                 | 3º na AFC East    | —             | —             | —                                                       |
| NE        | 2023      | 4                 | 13                | 0                 | 4º na AFC East    | —             | —             | —                                                       |
| NE total  | NE total  | 266               | 121               | 0                 |                   | 30            | 12            |                                                         |
| Total     | Total     | 302               | 165               | 0                 |                   | 31            | 13            |                                                         |

## Vida pessoal
Belichick era casado com Debby Clarke, mas se divorciaram no verão de 2006. Eles se separaram antes da temporada de 2004, que foi divulgada pelos Patriots em julho de 2005. Belichick também foi acusado de manter um relacionamento com a ex-recepcionista dos Giants, Sharon Shenocca, e isso ajudou a precipitar seu divórcio. Belichick foi visto com Linda Holliday várias vezes no Arizona durante a semana que antecedeu o Super Bowl XLII.
Ele tem três filhos com Debby Clarke Belichick: Amanda, Stephen e Brian. Amanda é formada em 2007 pela Wesleyan University, onde ela, como seu pai, jogou lacrosse. Depois da faculdade, ela trabalhou na escola preparatória Connecticut Choate Rosemary Hall como treinadora de lacrosse e no departamento de admissões. Em 2009, ela se tornou assistente da equipe de lacrosse feminina da Universidade de Massachusetts Amherst, antes de se juntar a Universidade Estadual de Ohio na mesma posição no ano seguinte. Depois de servir como chefe interino de lacrosse de mulheres em Wesleyan, ela foi nomeada a chefe de lacrosse feminina no Holy Cross College em Massachusetts em julho de 2015. Stephen jogou lacrosse e futebol americano na Universidade Rutgers com bolsa de estudos. Stephen foi contratado como assistente técnico do New England Patriots em maio de 2012; a partir de 2016, ele é o técnico de safetys da equipe. Brian estudou no Trinity College, onde jogou lacrosse. Em 2016, Brian foi contratado para trabalhar no escritório dos Patriots como assistente de recrutamento.
Belichick é de ascendência croata. Seu pai, Steve Belichick (nascido como Stephen Biličić), jogou pelo Detroit Lions e foi assistente técnico e olheiro do time de futebol da US Naval Academy por 33 anos. Seus avós paternos, Ivan Biličić e Marija (Mary) Barković, emigraram de Karlovac, Croácia (da aldeia de Draganići) em 1897 para os Estados Unidos, onde se estabeleceram em Monessen, Pensilvânia.

## Mídia e entretenimento
- Em setembro de 2011, um documentário de duas horas acompanhando Belichick durante toda a temporada de 2009 foi exibido nos dois primeiros episódios da série de documentários da NFL Network, A Football Life. De acordo com a NFL Network, a estreia foi o documentário mais assistido na história da NFL Network e a segunda transmissão mais assistida no mercado de mídia de Boston, batendo todas as redes de transmissão, e terminando em segundo lugar apenas para um jogo do Boston Red Sox..[100]
- Belichick teve uma aparição em um episódio do drama de Denis Leary, "Rescue Me", como um enlutado em um funeral, ao lado do ex-Boston Bruins, Phil Esposito.
- Na série de videogames Madden NFL, seu nome não é usado porque ele não é membro da NFL Coaches Association, que licencia o jogo. Belichick é o único treinador da NFL que optou por não se juntar à associação.
- Belichick é conhecido como um fã da banda de rock Bon Jovi, que visitou os treinos dos Patriots em 14 de agosto de 2006.[101] Sua música de 2002 "Bounce" é dedicada a Belichick.[102]
- Em uma entrevista de 2012, o romancista de Star Wars, Drew Karpyshyn, nomeou Belichick a personalidade da NFL com maior probabilidade de se tornar um Sith.[103] "Roubar sinais no Super Bowl? Total movimento Sith. O cara está sempre à procura de todas as vantagens; ele é esperto, astuto e amoral. Isso pode soar como um insulto, mas eu adoraria tê-lo treinando [meu time favorito] os Chargers".
- George R.R. Martin, autor de A Song of Ice and Fire, mencionou Belichick e os Patriots em suas entrevistas e em seu trabalho. Em uma entrevista, Martin chamou os Patriots de "Lannisters" da NFL.[104] E em um post datado de 15 de março de 2013, Martin escreveu: "Que coisa horrível é Evil Little Bill... O homem não tem absolutamente nenhuma lealdade a ninguém. Assista e veja, quando os talentos de Tom Brady começarem a desaparecer - e eles vão, isso acontece com todos eles - o Evil Little Bill irá mandá-lo embora também".[105]
- No episódio "3 Acts of God", da série Family Guy, é revelado que Deus não deixará o New England Patriots ganharem jogos porque Belichick nunca sorri.
- Um Belichick carrancudo é destaque no 3º episódio da 28ª temporada de Os Simpsons, intitulado "A Cidade" em 2016.